# 沙丘戰役
沙丘戰役（法語：Bataille des Dunes）發生於1658年6月14日，是法西战争中的一場決定性戰役。此戰發生於西屬尼德蘭的戰略港口敦刻爾克附近，蒂雷納子爵率領的法軍當時正在圍攻敦克爾克，奧地利的約翰和大孔代指揮的西班牙軍隊嘗試解圍，但遭到了慘敗。
在這場勝利後，法蘭西王國與西班牙於1659年11月在經過談判後簽訂庇里牛斯條約，法國取代西班牙帝國成為歐洲霸主。

## 註腳
1. ↑  Sandler 2002，第247頁.
2. ↑  Lopez 2012，第32–33頁.
3. ↑  De Périni & 1896 227.
4. ↑  Fortescue 1899，第271頁.
5. ↑  Fortescue 1899，第271頁Hozier 1885，第132頁
6. ↑  Fortescue 1899，第270頁.
7. ↑  Fortescue 1899，第270頁 also,Hozier 1885，第131頁.
8. 1 2  Davis 2001，第225頁.
9. ↑  Clodfelter 2017，第42頁.
10. ↑  Grant 2010，第358頁.
11. ↑  Tucker 2010，第213頁.